# Castillo de Bayas
El castillo de Bayas fue un castillo, ya desaparecido, que estuvo situado en el término municipal de Miranda de Ebro (Burgos).

## Historia
Se sabe por la crónica del escritor árabe Ibn Idari, que en el año 904 el castillo de Bayas pertenecía al rey Alfonso III de Asturias.  Ese año, Alfonso asedió el castillo de Grañón, que pertenecía al Banu Qasi Lope Ibn Muhammad.  En respuesta, Lope invadió parte de Álava y tomó el castillo de Bayas, situándose en frente de Miranda de Ebro.  Corría el mes de julio.  Al enterarse de la posición que había ganado el musulmán, el rey Alfonso rápidamente levantó el sitio sobre Grañón y se retiró a posiciones más seguras.

## Localización
Se desconoce su localización exacta.  Gracias a la crónica de Ibn Idari se sabe que estaba en la ribera izquierda del río Ebro (al norte del río), y cercano a la desembocadura del río Bayas.
Hay que tener en cuenta que todavía en el siglo X las riberas del Ebro a la altura de Miranda de Ebro y Bayas estaban inundadas por la laguna de Bilibio, por lo que es de suponer que la línea de la ribera que menciona Ibn Idari no coincidiría con la actual.